# Banco de Montreal
O Banco de Montreal é o banco privado mais antigo do Canadá, criado em 1817, em Montreal, Quebec. Atualmente, está sediada na cidade de Toronto, no arranha-céu First Canadian Place, o mais alto da cidade, com seus 297 metros de altura. Possui mais de 1,1 mil estabelecimentos bancários espalhados mundialmente.

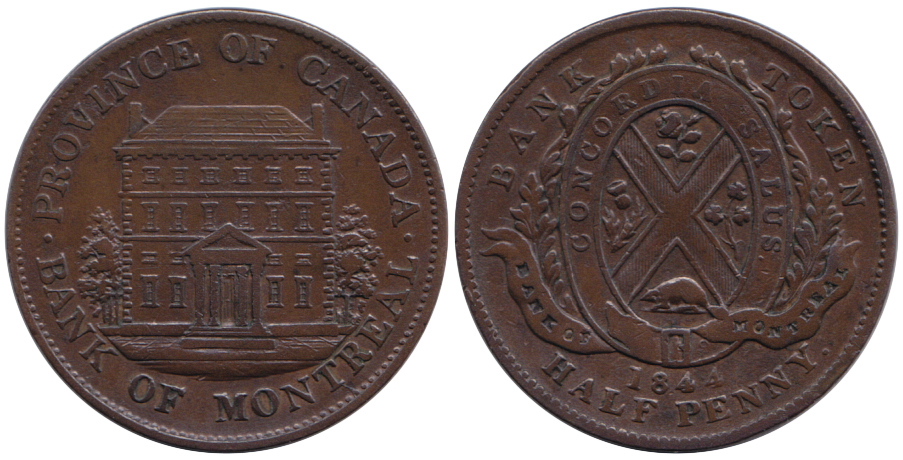
Banco de Montreal em um token de 1844.

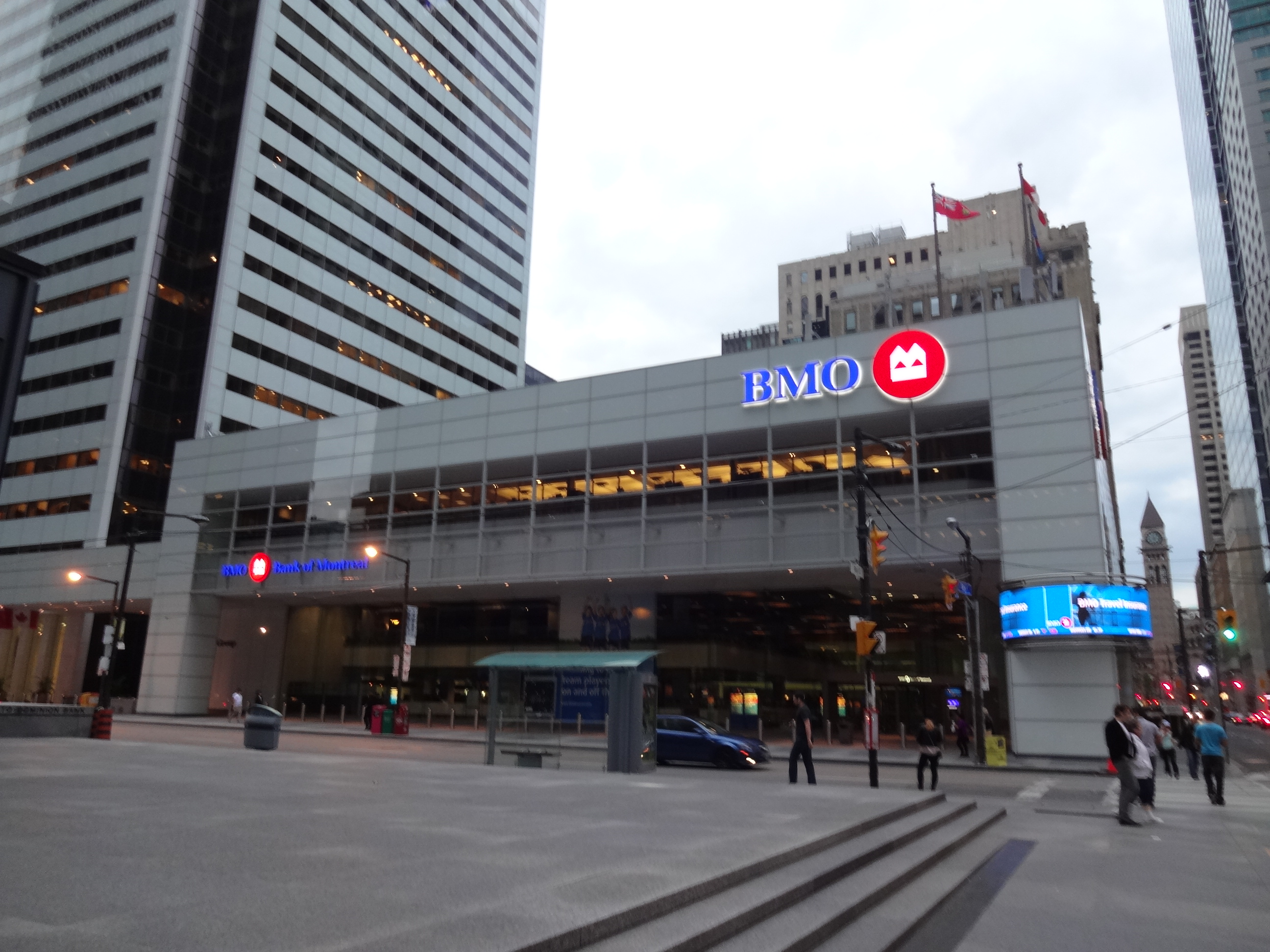
Fachada de uma agência em Toronto.

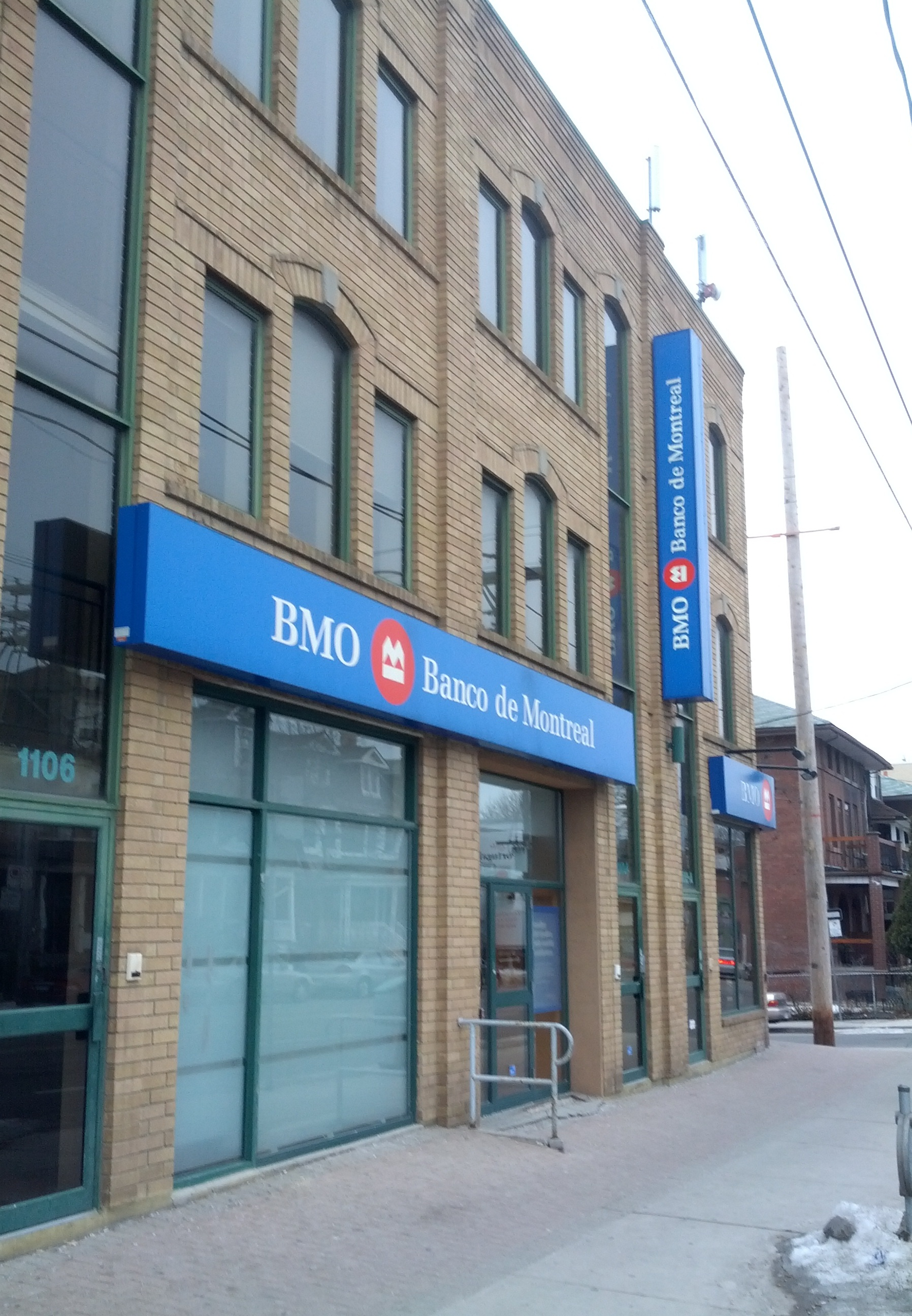
Fachada de uma agência na Little Portugal, em Toronto.